# Karangpring
Karangpring is een bestuurslaag in het regentschap Jember van de provincie Oost-Java, Indonesië. Karangpring telt 8348 inwoners (volkstelling 2010).